# Mary Ellen Pleasant
Mary Ellen Pleasant (ur. 19 sierpnia 1814, zm. 4 stycznia 1904) – amerykańska przedsiębiorczyni, finansistka, magnatka nieruchomości i abolicjonistka.

## Życiorys
Jako dziecko pracowała w sklepie na wyspie Nantucket w stanie Massachusetts. Wyszła za mąż za Jamesa Smitha, który zmarł po czterech latach zostawiając spory majątek. Następnym jej mężem był John Pleasant, z którym zamieszkała w San Francisco, gdzie pracowała w charakterze kucharki i służącej oraz stworzyła sieć pralni i prowadziła pensjonat. Przed wyjazdem do Kalifornii urodziła córkę Lizzie i pozostawiła ją u koleżanki w Bostonie. W San Francisco jej biznes rozwijał się o kolejne firmy, nieruchomości, akcje i był wart około 30 mln dolarów. Mary Pleasant pomagała niewolnikom wygrywać batalie sądowe oraz ukrywała ich we własnym domu. Wspierała Johna Browna. Po śmierci męża nawiązała bliższe relacje z małżeństwem: bankierem Thomasem Bellem i Teresą Percy. Po nagłej śmierci Bella, została oskarżona o morderstwo.